# Brachionichthys hirsutus

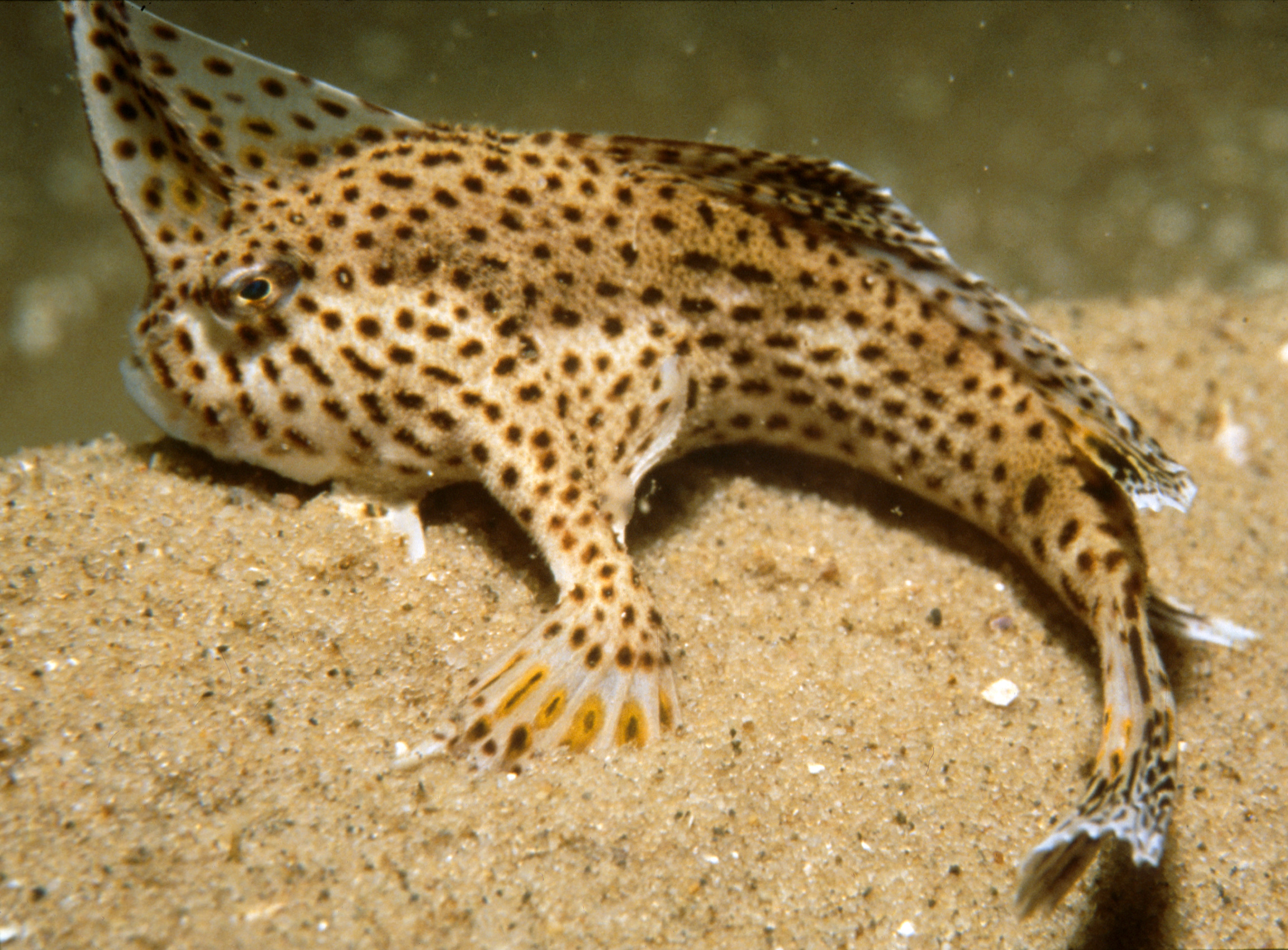
Ejemplar adulto de Brachionichthys hirsutus

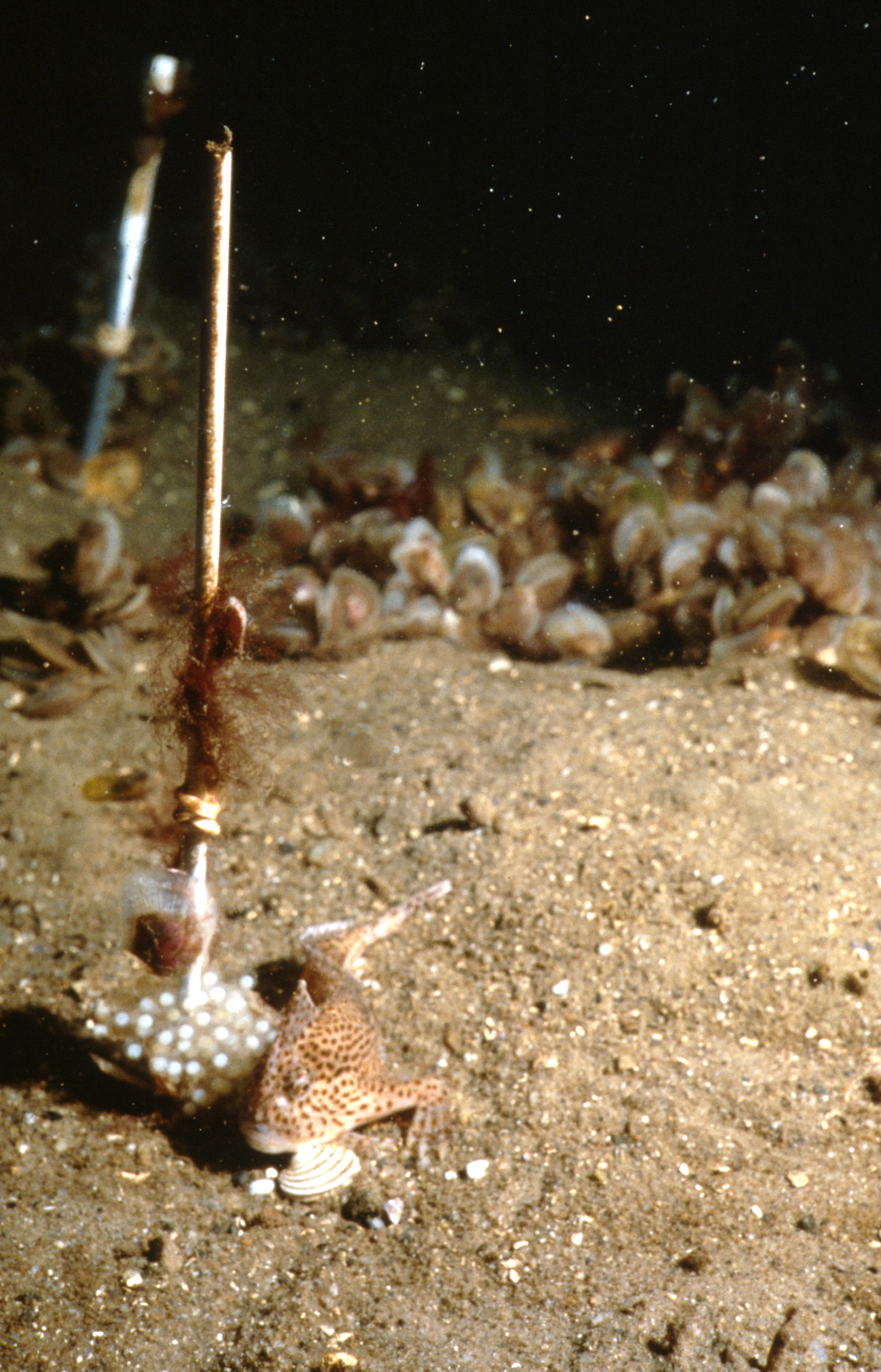
Hembra cuidando la puesta en un tubo de plástico, estrategia exitosa para sustituir la desaparición de ascidias en su medio.

Brachionichthys hirsutus es una especie de pez marino de la familia Brachionichthyidae.
Su nombre común en inglés es Spotted Handfish, pero también es llamado como pez-mano moteado o  pez-mano liso. El nombre común genérico, "pez-mano", proviene de su insólita cualidad como pez para caminar, apoyándose en sus aletas pectorales y ventrales.
Es una de las especies de peces marinos más críticamente amenazadas del mundo.

## Morfología
Este pez es de rasgos extremadamente distintivos: tiene forma casi de pera, y utiliza sus aletas pectorales y ventrales como extremidades para su locomoción por el sustrato marino. Para nadar, utiliza las aletas anal y caudal. 
De cuerpo moderadamente alargado, ampliamente comprimido, y perfil anterior-superior convexo. Casi triangular en vista anterior. La nuca normalmente es abultada en ejemplares grandes. El abdomen es globoso y el pedúnculo caudal alargado. La cabeza es relativamente corta, hocico corto, ojo pequeño y apertura branquial pequeña. Justo encima de la boca, tiene un apéndice, a modo de señuelo, que puede ser para atraer presas, aunque se desconoce su función exacta.
Tiene 2 radios en la primera aleta dorsal, 17-19 en la segunda aleta dorsal, 8-10 radios blandos anales, y 6-8, normalmente 7, radios blandos en las aletas pectorales.
La coloración base del cuerpo y aletas pectorales es crema, recubiertos de un patrón de puntos y rayitas próximos, de color marrón oscuro, u, ocasionalmente, marrón amarillento. Este patrón es único en cada individuo. Todas las aletas están salpicadas de un moteado marrón. Algunos individuos tienen marcas de color naranja en sus aletas. Los juveniles tienen una banda oscura submarginal en la aleta caudal.
Alcanza los 15 cm de largo.

## Hábitat y comportamiento
Es una especie demersal y clasificada como no migratoria. Ocurre en aguas interiores de la plataforma continental. Habita fondos de arena gruesa o fina, en aguas soleadas, situado con frecuencia en rocas o salientes emergentes del sustrato.
Su rango de profundidad está entre 1 y 60 m, aunque más usualmente entre los 5 y 15 metros.

## Distribución
Se distribuye en el océano Pacífico sudoeste. Es especie endémica de Tasmania, Australia. Su distribución se restringe al estuario de Derwent y bahías adyacentes del sudeste de Tasmania.

## Alimentación
Es un predador que se alimenta absorbiendo a sus presas, normalmente gambas, pequeños peces o crustáceos, como Anfípodos. También come gusanos poliquetos.

## Reproducción
Son ovíparos y de fertilización externa. Desovan en septiembre y octubre, una cantidad relativamente pequeña de huevos, entre 80 y 250. Los fijan a menudo en la base de ascidias. La hembra guarda la puesta durante 7 u 8 semanas, hasta que los juveniles están completamente formados, ya que carecen de fase larval, y eclosionan. Los recién nacidos miden de 6 a 7 mm de largo, y cuando eclosionan se mueven directos al lecho marino, en lugar de dispersarse.

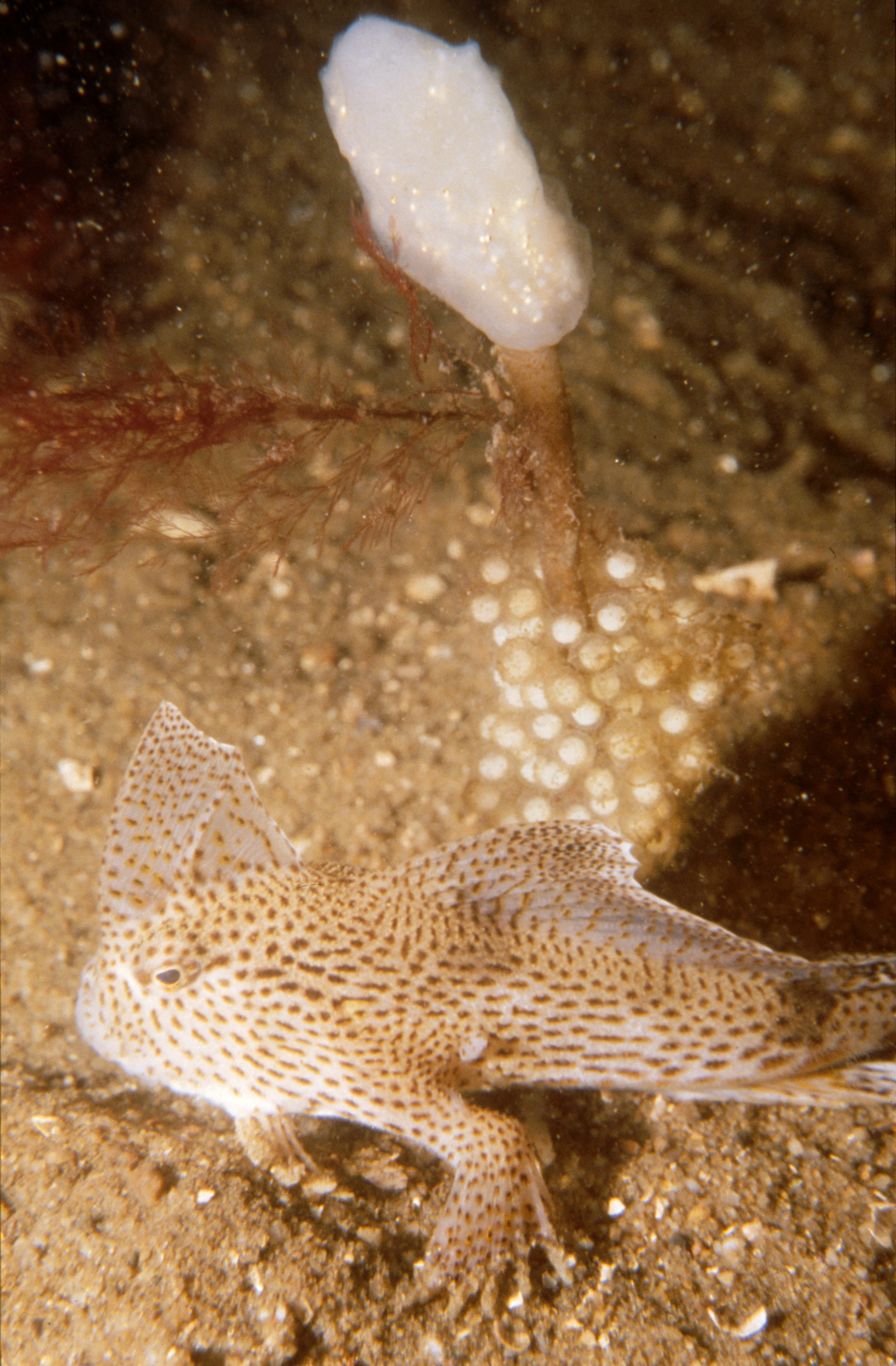
Hembra cuidando la puesta en el tallo de una ascidia, en su medio
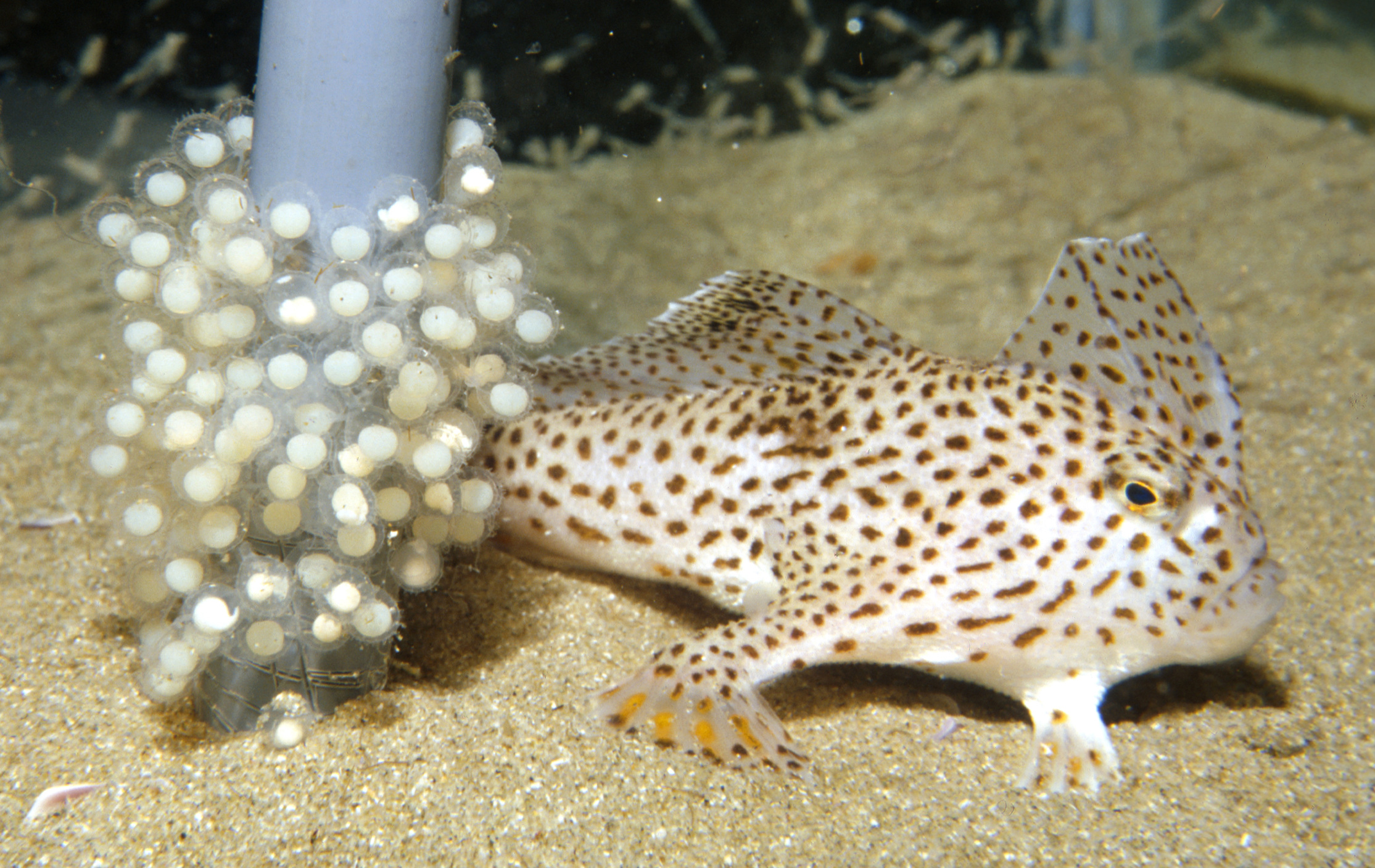
Hembra cuidando la puesta en un tubo plástico, reproducción en cautividad
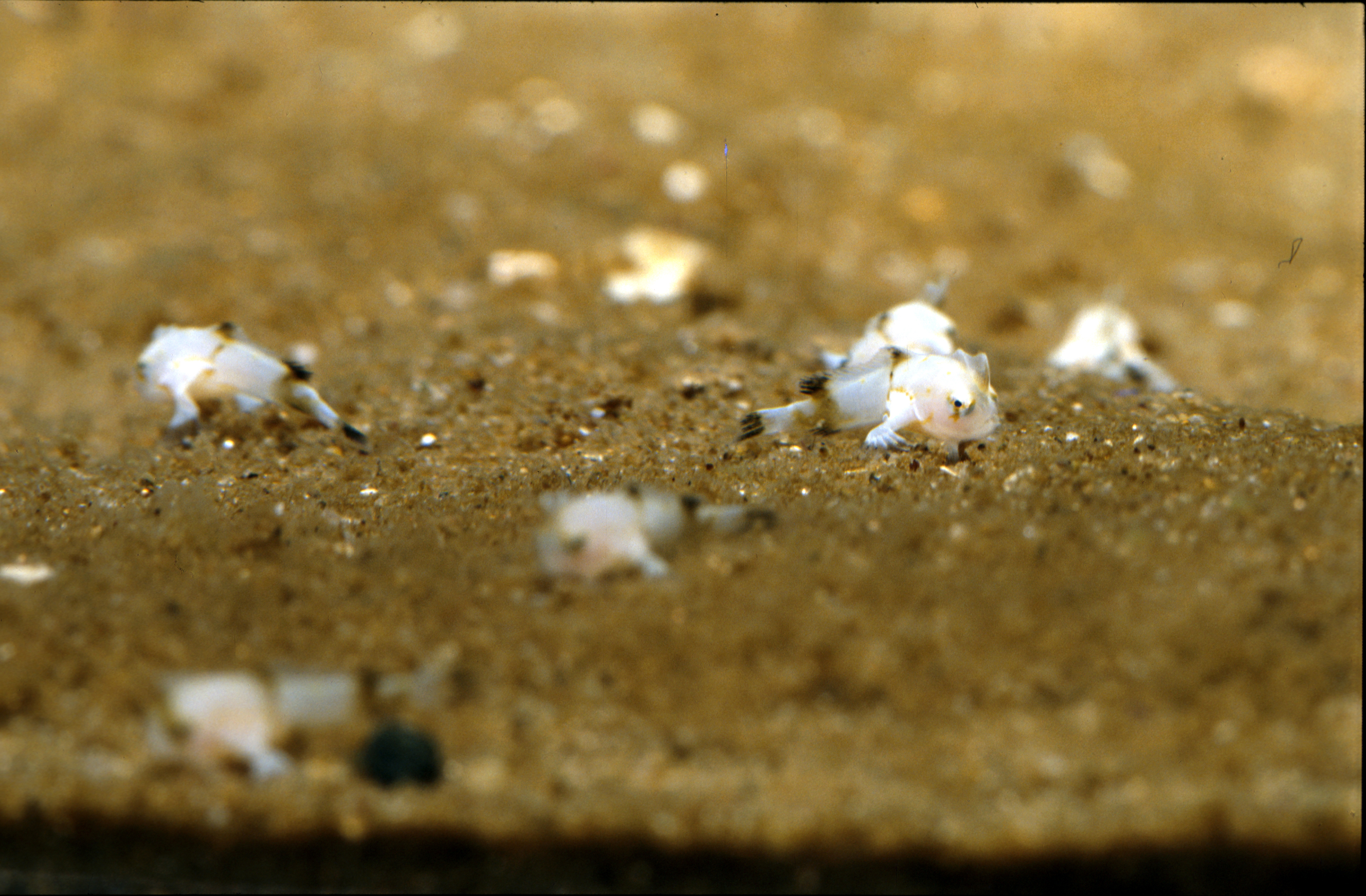
Juveniles recién eclosionados
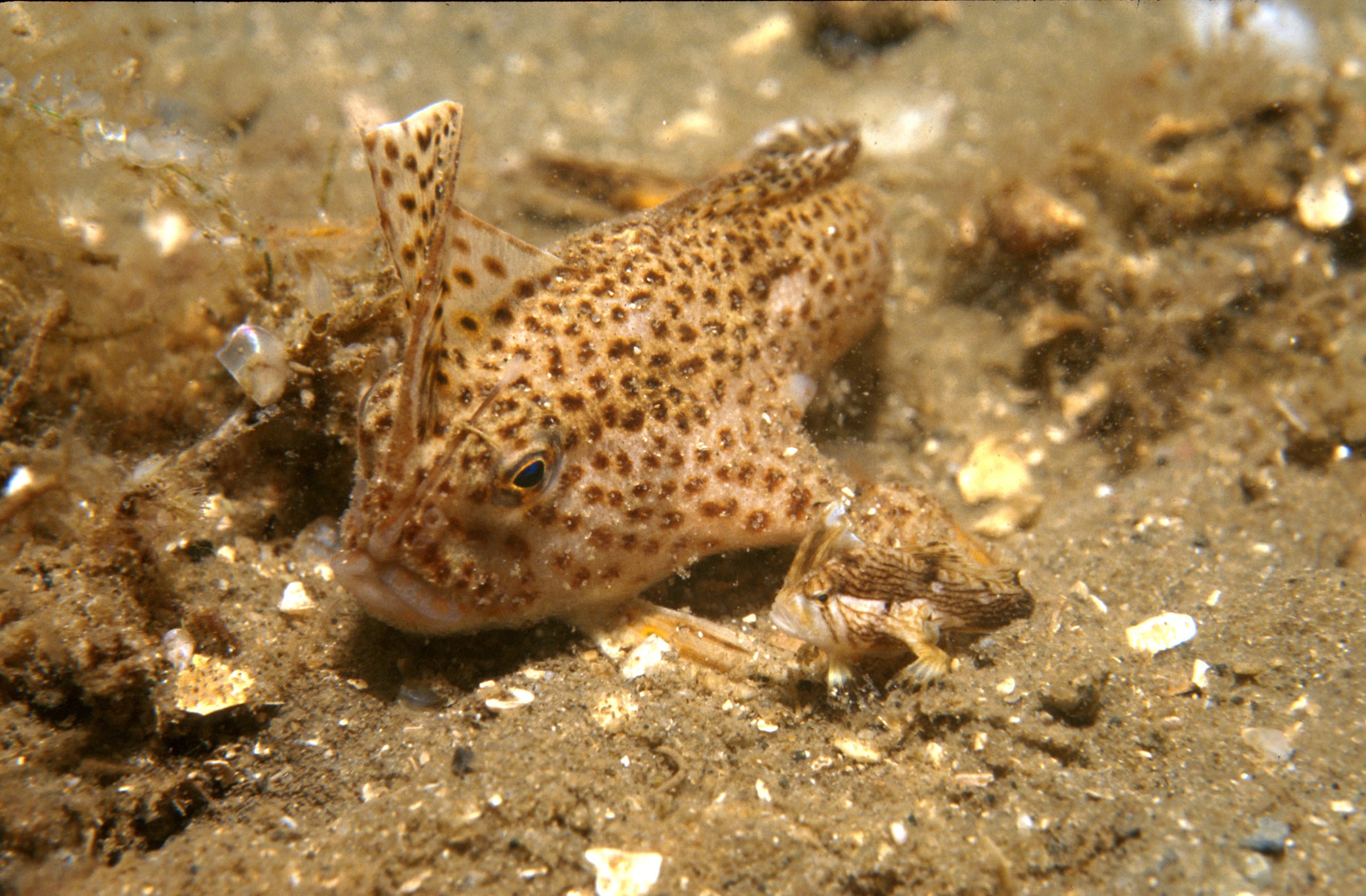
Ejemplar juvenil junto a adulto

## Conservación
Esta especie fue común en el estuario del río Derwent, en Tasmania, hasta mediados de los años ochenta, cuando la especie cayó en un declive catastrófico. Aunque no está probado, se supone que la introducción en Tasmania, en ese tiempo, de la estrella de mar Asterias amurensis, pudo ser la clave de la diezma de la población de B. hirsutus. Estas estrellas de mar son voraces predadores de conchas, y es probable que también coman los huevos del "pez-mano" y las ascidias dónde fijan éstos sus huevos. A este amenaza se debe añadir la creciente contaminación de las costas, debido al desarrollo humano, así como la drástica reducción de su población, su limitada dispersión, restringida distribución y baja ratio reproductiva.
Entre 1.990 y 1994 tan sólo se reportaron localizaciones de 2 ejemplares, lo que hizo saltar las alarmas, y el gobierno australiano constituyó en 1996 el Spotted Handfish Recovery Team, o equipo de recuperación del pez-mano moteado. Las prioridades del plan de recuperación han sido, por un lado, la localización de las poblaciones existentes, y por otro lado, el desarrollo de técnicas de reproducción en cautividad. El éxito reproductivo, obtenido en cautividad con dos parejas, posibilitará la posterior reintroducción de poblaciones en sus hábitats de origen.